# Cliff Jackson
Clifton Luther "Cliff" Jackson, född den 19 juli 1902 i Culpeper, Virginia, död den 24 maj 1970 i Bronx i New York, var en amerikansk jazzpianist och orkesterledare.
Jackson spelade som ung i Washington, D.C. och Atlantic City innan han omkring 1923-1924 etablerade sig i New York. Han var här pianist hos orkesterledare som Lionel Howard och Elmer Snowden innan han 1927 bildade sin egen orkester, "Cliff Jackson and his Crazy Kats". Orkestern hade ett lånvarigt engagemang på Lenox Club i Harlem men framträdde även på andra klubbar. Det var också med denna orkester som Jackson gjorde sin skivdebut som ledare 1930 (han hade dock gjort skivor som ackompanjatör till bluessångerskor redan från 1924 och hade även spelat in ett par rullar för självspelande piano 1926). Totalt tolv titlar gjordes för lågprisbolaget Grey Gull, men Jackson nämndes inte som orkesterledare på någon av utgåvorna som antingen tillskrevs managern Marvin Smolev eller gavs ut under rena pseudonymer som "Newport Syncopators".
Efter att Jackson upplöst sin orkester i början av 1930-talet arbetade han främst som solopianist eller som sångackompanjatör under resten av decenniet, såväl "live" som på skiva. På skivfronten gjorde han dock även inspelningar 1934 med "The Sepia Serenaders", en kvartett med bland annat Jacksons tidigare arbetsgivare Elmer Snowden, och medverkade året därpå också i en rasblandad ensemble under den vite trumpetaren Bunny Berigans ledning. År 1938 medverkade Jackson på en enstaka skivsession med trumpetaren Tommy Ladniers grupp i vilken även Sidney Bechet ingick, och 1940-1941 var Jackson ordinarie pianist i Bechets "New Orleans Feetwarmers" på jazzklubben Nick's Tavern. Han ledde därefter en egen trio på Cinderella Club innan han under en lång följd av år - 1944 till 1951 - var huspianist på Café Society. Under denna tid genomförde han också en turné tillsammans med Eddie Condon samt gjorde sina första skivinspelningar i eget namn.
Under 1950-talet och 1960-talet fortsatte Jackson att varva soloframträdanden med engagemang i olika mindre grupper och uppträdde från 1963 regelbundet med klarinettisten Tony Parentis trio. Han gjorde sina sista skivinspelningar 1969 och var musikaliskt aktiv ända fram till sin död av en hjärtattack 1970, natten efter ett framträdande på The RX Club.
Stilistiskt företrädde Jackson den stil inom jazzpiano som kallas stride. Bland sångerskor han ackompanjerade märktes bland annat Ida Cox, Rosa Henderson och Viola McCoy. Han var själv från 1960 gift med jazzsångerskan Maxine Sullivan.